# Maria Salomé Pais
Maria Salomé Soares Pais Telles Antunes (Orjais, 17 de agosto de 1938) é uma bióloga portuguesa que em 2010 foi nomeada secretária geral da classe de ciências da Academia de Ciências de Lisboa e condecorada com o Grau de Comendadora da Ordem do Infante D. Henrique pelo Presidente da República Portuguesa.

## Biografia
Maria Salomé Pais nasceu na freguesia de Orjais, no concelho da Covilhã, no dia 17 de agosto de 1938. 
Após o pai falecer quando ela tinha 5 anos, foi o tio que a apoiou e motivou a querer e a saber mais.  Quando chega a altura de ir para a universidade opta por seguir biologia por não ter dinheiro para tirar o curso de medicina. Dos 60 alunos que se inscreveram no mesmo ano na licenciatura de biolgia, apenas 9 concluíram o curso, entre eles encontravam-se apenas das mulheres, ela era uma delas.  Seguiu-se o doutoramento em Paris na École Normale Supérieur. 
Conciliou a vida académica com a de investigação tendo estado à frente de vários projectos de investigação na àrea da engenharia biológica e biotecnologia. 
Foi revisora e júri de revistas cientificas, entre elas: American  Journal of Botany, Australian Journal of Botany, International Journal of Plant  Sciences, In Vitro Plant Cellular and  Developmental  Biology, Journal of Experimental Botany, Mycological Research, Nordic  Journal  of  Botany, Plant Cell Reports, Plant Cell Tissue and Organ Culture, Plant Science, Planta e Scanning Mycroscopy International. 
Em 2010 foi nomeada secretária-geral da classe de ciências da Academia de Ciências de Lisboa, onde também trabalha o marido que é director do museu. É igualmente membro efetivo da 5.ª secção da Classe de Ciências da Academia.

## Prémios e Reconhecimento
Recebeu vários prémios e condecorações ao longo da sua carreira, entre eles: 
- 1979 - O governo francês distinguiu-a com a Chevalier dans l'Ordre des Palmes Académiques

- 1997 - É uma das personalidades listadas no livro Who is who in the World

- 2010 - Ganhou com Mónica Sebastiana o Prémio Valorização e Sustentabilidade do Sobreiro e da Biodiversidade, atribuído pela Corticeira Amorim [7]
- 2015 - Foi condecorada com o Grau de Comendadora da Ordem do Infante D. Henrique, pelo então Presidente da República Portuguesa Cavaco Silva, a 4 de dezembro. [8][9]
- 2016 - Foi uma das cientistas portuguesas na primeira edição do livro e exposição Mulheres na Ciência, promovida pelo Ciência viva. [10][11]
- 2023 - Agraciada com a Medalha de Mérito Científico 2023, pelo Ministério da Ciência, Tecnologia e Ensino Superior português. [12]

## Ligações Externas
- CIB | Entrevista a Maria Salomé Pais (2022)